# Wolverine Blues
Wolverine Blues (рус. Печаль росомахи) — третий студийный альбом шведской дэт-метал группы Entombed, был выпущен в 1993 году на лейбле Earache Records.

## Об альбоме
Wolverine Blues отошёл от корней дэт-метала и его стали называть основоположниками дэт-н-ролла (Death 'n' roll). По одной версии альбом был анонсирован Marvel Comics. Однако Entombed никогда не желали, по крайней мере, в публичных выступлениях и заявлениях, того, чтобы их альбом ассоциировался с супергероями. Earache Records без согласия музыкантов заключила договор с Marvel на использование персонажа Росомаха (англ. Wolverine), аргументируя это тем, что альбом будет рассчитан на более широкую аудиторию. Поэтому при издании альбома он содержал мини-комикс Wolverine, который размещался в CD-холдере. Марвел в свою очередь откорректировала песню Out of Hand, которую планировали удалить из альбома.

## Список композиций
1. «Eyemaster» — 3:21
2. «Rotten Soil» — 3:27
3. «Wolverine Blues» — 2:16
4. «Demon» — 3:22
5. «Contempt» — 4:34
6. «Full of Hell» — 3:24
7. «Blood Song» — 3:25
8. «Hollowman» — 4:29
9. «Heaven’s Die» — 4:17
10. «Out of Hand» — 3:07

## Участники записи
- Lars-Göran Petrov — вокал
- Nicke Andersson — электрогитара, дизайн, обложка, ударные
- Uffe Cederlund — электрогитара, тамбурин
- Lars Rosenberg — бас-гитара
- Alex Hellid — электрогитара
- Tomas Skogsberg — продюсер, звукорежиссёр
- Z. Benny Rehn — фотография